# Кінодокументознавство
Кінодокументознавство (від грец. κινέω – рухаю – та лат. documentum – документ) – спеціальна історична дисципліна, об'єктом дослідження якої є кінодокументи (кіносюжети, телерепортажі, кіно- і тележурнали, кіно- й телефільми, спеціальні випуски тощо). Кінодокументи наочно передають колорит епохи, динаміку подій, більш об'єктивно, ніж інші джерела історичні, фіксують окремий момент або перебіг моментів історичного явища, забезпечують дослідника знанням обстановки та її деталей, які він не може почерпнути з будь-яких інших джерел. Статус історичного джерела кінодокумент отримав у 60-х рр. 20 ст.
До кінодокументів застосовують загальні принципи критики історичних джерел, у разі необхідності їх зіставляють з іншими джерелами.
Величезний потенціал численних кіноматеріалів як джерел історичних використовується сьогодні ще не повністю.